# Anyphaenidae
Los anifaénidos (Anyphaenidae) son una familia de arañas araneomorfas muy abundante en el continente americano. Igual que los clubiónidos, estas arañas tienen ocho ojos que se distribuyen en dos grupos. Se distingue de esta familia en que el estigma traqueal, que suele estar cerca de las hileras, lo posee cerca de la parte media del abdomen. Los ojos son nacarados. Hay más de 500 especies distribuidas en 56 géneros.

## Sistematización
Según The World Spider Catalog 12.0:
- Acanthoceto Mello-Leitão, 1944
- Aljassa Brescovit, 1997
- Amaurobioides O. Pickard-Cambridge, 1883
- Anyphaena Sundevall, 1833
- Anyphaenoides Berland, 1913
- Arachosia O. Pickard-Cambridge, 1882
- Araiya Ramírez, 2003
- Australaena Berland, 1942
- Axyracrus Simon, 1884
- Aysenia Tullgren, 1902
- Aysenoides Ramírez, 2003
- Aysha Keyserling, 1891
- Bromelina Brescovit, 1993
- Buckupiella Brescovit, 1997
- Coptoprepes Simon, 1884
- Ferrieria Tullgren, 1901
- Gamakia Ramírez, 2003
- Gayenna Nicolet, 1849
- Gayennoides Ramírez, 2003
- Hatitia Brescovit, 1997
- Hibana Brescovit, 1991
- Iguarima Brescovit, 1997
- Ilocomba Brescovit, 1997
- Isigonia Simon, 1897
- Italaman Brescovit, 1997
- Jessica Brescovit, 1997
- Josa Keyserling, 1891
- Katissa Brescovit, 1997
- Lepajan Brescovit, 1993
- Lupettiana Brescovit, 1997
- Macrophyes O. Pickard-Cambridge, 1893
- Malenella Ramírez, 1995
- Mesilla Simon, 1903
- Monapia Simon, 1897
- Negayan Ramírez, 2003
- Osoriella Mello-Leitão, 1922
- Otoniela Brescovit, 1997
- Oxysoma Nicolet, 1849
- Patrera Simon, 1903
- Phidyle Simon, 1880
- Philisca Simon, 1884
- Pippuhana Brescovit, 1997
- Sanogasta Mello-Leitão, 1941
- Selknamia Ramírez, 2003
- Sillus F. O. Pickard-Cambridge, 1900
- Tafana Simon, 1903
- Tasata Simon, 1903
- Temnida Simon, 1896
- Teudis O. Pickard-Cambridge, 1896
- Thaloe Brescovit, 1993
- Timbuka Brescovit, 1997
- Tomopisthes Simon, 1884
- Umuara Brescovit, 1997
- Wulfila O. Pickard-Cambridge, 1895
- Wulfilopsis Soares & Camargo, 1955
- Xiruana Brescovit, 1997